# Mayne River
Mayne River är ett vattendrag i Australien. Det ligger i delstaten Queensland, omkring 1 300 kilometer väster om delstatshuvudstaden Brisbane.
Omgivningarna runt Mayne River är i huvudsak ett öppet busklandskap. Trakten runt Mayne River är nära nog obefolkad, med mindre än två invånare per kvadratkilometer. Genomsnittlig årsnederbörd är 271 millimeter. Den regnigaste månaden är februari, med i genomsnitt 110 mm nederbörd, och den torraste är oktober, med 1 mm nederbörd.